# Operation Quicksilver (Kernwaffentest)
Die Operation Quicksilver war eine Serie von 18 US-amerikanischen Kernwaffentests, die 1978 und 1979 auf der Nevada Test Site in Nevada durchgeführt wurde.

## Die einzelnen Tests der Quicksilver-Serie
| #  | Bombe         | Datum / Zeit (GMT)           | Testgelände | Testart | Sprengkraft   | Anmerkungen |
| -- | ------------- | ---------------------------- | ----------- | ------- | ------------- | ----------- |
| 1  | Emmenthal     | 2. November 1978 15:25 Uhr   | Area 19t    | Schacht | <20 kT        |             |
| 2  | Quargel       | 18. November 1978 19:00 Uhr  | Area 2fb    | Schacht | 20 bis 150 kT |             |
| 3  | Concentration | 1. Dezember 1978 17:07 Uhr   | Area 3kn    | Schacht | <20 kT        |             |
| 4  | Farm          | 16. Dezember 1978 15:30 Uhr  | Area 20ab   | Schacht | 20 bis 150 kT |             |
| 5  | Baccarat      | 24. Januar 1979 18:00 Uhr    | Area 7ax    | Schacht | <20 kT        |             |
| 6  | Quinella      | 8. Februar 1979 20:00 Uhr    | Area 4l     | Schacht | 20 bis 150 kT |             |
| 7  | Kloster       | 15. Februar 1979 18:05 Uhr   | Area 2eo    | Schacht | 20 bis 150 kT |             |
| 8  | Memory        | 14. März 1979 18:30 Uhr      | Area 3kq    | Schacht | <20 kT        |             |
| 9  | Freezeout     | 11. Mai 1979 16:00 Uhr       | Area 3kw    | Schacht | <20 kT        |             |
| 10 | Pepato        | 11. Juni 1979 14:00 Uhr      | Area 20ad   | Schacht | 20 bis 150 kT |             |
| 11 | Chess         | 20. Juni 1979 15:00 Uhr      | Area 7at    | Schacht | <20 kT        |             |
| 12 | Fajy          | 28. Juni 1979 14:44 Uhr      | Area 2fc    | Schacht | 20 bis 150 kT |             |
| 13 | Burzet        | 3. August 1979 15:07 Uhr     | Area 4ai    | Schacht | 20 bis 150 kT |             |
| 14 | Offshore      | 8. August 1979 15:00 Uhr     | Area 3ks    | Schacht | 20 bis 150 kT |             |
| 15 | Nessel        | 29. August 1979 15:08 Uhr    | Area 2ep    | Schacht | 20 bis 150 kT |             |
| 16 | Hearts        | 6. September 1979 15:00 Uhr  | Area 4n     | Schacht | 140 kT        |             |
| 17 | Pera          | 8. September 1979 17:02 Uhr  | Area 10bd   | Schacht | <20 kT        |             |
| 18 | Sheepshead    | 26. September 1979 15:00 Uhr | Area 19aa   | Schacht | 20 bis 150 kT |             |